# Grand Prix Formule 1 van Argentinië 1954
De Grand Prix Formule 1 van Argentinië 1954 werd gehouden op 17 januari op het Autódromo 17 de Octubre in Buenos Aires. Het was de eerste race van het seizoen.

## Uitslag
| Pos. | Nr. | Coureur               | Constructeur | Rondes | Tijd / Oorzaak uitval | Grid | Punten |
| ---- | --- | --------------------- | ------------ | ------ | --------------------- | ---- | ------ |
| 1    | 2   | Juan Manuel Fangio    | Maserati     | 87     | 3:00:55.8             | 3    | 8      |
| 2    | 10  | Giuseppe Farina       | Ferrari      | 87     | +1:19.0               | 1    | 6      |
| 3    | 12  | José Froilán González | Ferrari      | 87     | +2:01.0               | 2    | 5S     |
| 4    | 26  | Maurice Trintignant   | Ferrari      | 86     | +1 Ronde              | 5    | 3      |
| 5    | 20  | Elie Bayol            | Gordini      | 85     | +2 Rondes             | 15   | 2      |
| 6    | 28  | Harry Schell          | Maserati     | 84     | +3 Rondes             | 11   |        |
| 7    | 8   | Prince Bira           | Maserati     | 83     | +4 Rondes             | 10   |        |
| 8    | 30  | Toulo de Graffenried  | Maserati     | 83     | +4 Rondes             | 13   |        |
| 9    | 16  | Umberto Maglioli      | Ferrari      | 82     | +5 Rondes             | 12   |        |
| DQ   | 18  | Jean Behra            | Gordini      | 61     | Gediskwalificeerd     | 17   |        |
| DQ   | 14  | Mike Hawthorn         | Ferrari      | 52     | Gediskwalificeerd     | 4    |        |
| NF   | 4   | Onofre Marimon        | Maserati     | 48     | Motor                 | 6    |        |
| NF   | 32  | Roberto Mieres        | Maserati     | 37     | Olielek               | 8    |        |
| NF   | 22  | Roger Loyer           | Gordini      | 19     | Oliedruk              | 16   |        |
| NF   | 34  | Jorge Daponte         | Maserati     | 19     | Versnellingsbak       | 18   |        |
| NF   | 24  | Louis Rosier          | Ferrari      | 1      | Ongeluk               | 14   |        |
| NS   | 6   | Luigi Musso           | Maserati     |        | Niet gestart          | 7    |        |
| NS   | 36  | Carlos Menditeguy     | Maserati     |        | Niet gestart          | 9    |        |

## Statistieken
| Pole-position | Nino Farina           | Ferrari | 1:44.8 |
| Snelste ronde | José Froilán González | Ferrari | 1:48.2 |

## Noot
- Dit was het debuut voor de Franse coureur Roger Loyer.
- Dit was de vijfde pole position voor Giuseppe Farina.
- Dit was de tiende podiumplaats voor José Froilán González.
- Dit was de 25ste race voor een Britse coureur.

1953 · 1954 · 1955 · 1956 · 1957 · 1958 · 1960 · 1971 · 1972 · 1973 · 1974 · 1975 · 1977 · 1978 · 1979 · 1980 · 1981 · 1995 · 1996 · 1997 · 1998